# دائن مضمون
دائن مضمون في الاقتصاد (بالإنجليزية:secured creditor ) هو دائن يكون دينه مضمون برهن أو جزء من ممتلكات المدين يودعه المدين لدى الدائن كضمان لتسديد الدين .
وفي حالة افلاس المدين يصبح من حق الدائن تفعيل الضمان الذي تحت يده من ممتلكات المدين، ويتحاشى بذلك النزاع مع المدينين العاديين الذين ليس تحت يدهم شيئا ذي قيمة من المدين .

## اقرأ أيضاً
- الدائن
- دائن مميز
- المدين
- دائن ثانوي
- كمبيالة مضمونة
- دين سائر
- أسهم رأس المال
- ربح السهم المؤجل
- مؤجل
- سند مؤقت
- مستحقات مؤجلة
- ضمان إضافي
- مردود الاستثمار
- الحد الأدنى للعائد
- نظارة الحسابات
- تخصيص الأموال
- حجم الأعمال (اقتصاد)